# L'Ordinaire (pièce de théâtre)
 (novembre 2023).
La mise en forme du texte ne suit pas les recommandations de Wikipédia : il faut le « wikifier ».
Les points d'amélioration suivants sont les cas les plus fréquents. Le détail des points à revoir est peut-être précisé sur la page de discussion.
- Les titres sont pré-formatés par le logiciel. Ils ne sont ni en capitales, ni en gras.
- Le texte ne doit pas être écrit en capitales (les noms de famille non plus), ni en gras, ni en italique, ni en « petit »…
- Le gras n'est utilisé que pour surligner le titre de l'article dans l'introduction, une seule fois.
- L'italique est rarement utilisé : mots en langue étrangère, titres d'œuvres, noms de bateaux, etc.
- Les citations ne sont pas en italique mais en corps de texte normal. Elles sont entourées par des guillemets français : « et ».
- Les listes à puces sont à éviter, des paragraphes rédigés étant largement préférés. Les tableaux sont à réserver à la présentation de données structurées (résultats, etc.).
- Les appels de note de bas de page (petits chiffres en exposant, introduits par l'outil «  Source ») sont à placer entre la fin de phrase et le point final[comme ça].
- Les liens internes (vers d'autres articles de Wikipédia) sont à choisir avec parcimonie. Créez des liens vers des articles approfondissant le sujet. Les termes génériques sans rapport avec le sujet sont à éviter, ainsi que les répétitions de liens vers un même terme.
- Les liens externes sont à placer uniquement dans une section « Liens externes », à la fin de l'article. Ces liens sont à choisir avec parcimonie suivant les règles définies. Si un lien sert de source à l'article, son insertion dans le texte est à faire par les notes de bas de page.
- La présentation des références doit suivre les conventions bibliographiques. Il est recommandé d'utiliser les modèles {{Ouvrage}}, {{Chapitre}}, {{Article}}, {{Lien web}} et/ou {{Bibliographie}}. Le mode d'édition visuel peut mettre en forme automatiquement les références.
- Insérer une infobox (cadre d'informations à droite) n'est pas obligatoire pour parachever la mise en page.

Pour une aide détaillée, merci de consulter Aide:Wikification.
Si vous pensez que ces points ont été résolus, vous pouvez retirer ce bandeau et améliorer la mise en forme d'un autre article.
Pour l’article homonyme, voir L'Ordinaire.
L'Ordinaire est une pièce de théâtre en sept «morceaux» écrite par Michel Vinaver en 1981. Elle est éditée aux éditions de l'Aire à Lausanne en 1983. Sa création a lieu le 10 mars 1983 à Paris au Théâtre Gémier, par le Théâtre national de Chaillot, et mise en scène par l'auteur et Alain Françon. Elle est la douzième pièce de théâtre de Michel Vinaver.

## Contexte de création

### Inspiration
Pour écrire L'Ordinaire, Michel Vinaver s'est inspiré de l'accident d'avion du vol Fuerza Aérea Uruguaya 571 dans la cordillère des Andes, à la suite duquel les survivants ont mangé les corps des autres passagers décédés lors du crash de l'appareil. Comme dans la pièce, les vrais survivants du vol possédaient un poste radio qui leur permit de savoir que les recherches par les autorités ont été abandonnées après onze jours. Une avalanche a aussi recouvert l'avion à un moment donné, faisant plusieurs victimes. L'un des survivants, comme le personnage d'Ed, a documenté la catastrophe en prenant des photos à l'aide d'un appareil récupéré parmi les débris de l'avion. Ils ont également mené des excursions dans l'espoir de trouver du secours. Dans la réalité, les survivants ont finalement atteint le Chili après septante-deux jours, sauvant seize personnes, ce qui est absent de la pièce, voire insinué à sa toute fin.
Ce fait divers a été relayé mondialement à cause, en partie, du tabou alimentaire lié au cannibalisme. Si la survie des rescapés tient presque du miracle, l'un d'eux a justifié cette décision en comparant, dans ce cas extrême, l'anthropophagie à l'eucharistie. Ces déclarations à scandale ont relancé le débat du péché dans les situations d'urgence, ce qui a contraint le pape Paul VI à intervenir. Les rescapés seront finalement bénis par ce dernier. Cet accident a donc connu une notoriété internationale tant par le caractère inouï de la survie, que par les solutions choquantes employées comme dernier recours.
Michel Vinaver soutient aussi s'être inspiré du roman Les Survivants, dans lequel un des personnages se retrouve avec une tige métallique plantée dans le ventre, tout comme celui de Dick. Ce livre, publié neuf ans avant la pièce, retrace plus fidèlement les circonstances du vol Fuerza Aérea Uruguaya 571 et la survie des rescapés, sans toutefois proposer une fiction alternative.

### Création
L'Ordinaire est la première pièce de théâtre que Vinaver écrit en vers libre. L'auteur utilisera cette versification dans toutes ses pièces suivantes.
Lors de sa création au Théâtre national de Chaillot, Michel Vinaver participe pour la première fois de sa carrière à la mise en scène d'une pièce.

#### Équipe technique
- Mise en scène: Alain Françon et Michel Vinaver
- Scénographie: Gérard Schlosser
- Costumes: Michèle Rosier
- Maquillages: Reiko Krukk
- Éclairages: Patrice Trottier

#### Distribution
- Michel Peyrelon: Bob
- Hélène Surgère: Bess
- Yveline Ailhaud: Pat
- Bernard Perot: Joe
- Anouk Grinberg: Nan
- Henri Serre: Jack
- Anne Alvaro: Sue
- Dominique Guihard: Dick
- Jean-Marc Bory: Ed
- Alain Françon: Bill
- Inconnu: Jim

## Personnages
- Bob (Robert Lamb), 50 ans, président de Housies.
- Bess (Elizabeth Lamb), 47 ans, femme de Bob.
- Pat (Patricia Fielding), 35 ans, secrétaire de Bob.
- Joe (Joseph di Santo), 40 ans, vice-président de Housies chargé de l'Amérique Latine.
- Nan (Nancy di Santo), 18 ans, fille de Joe.
- Jack (John Hirschfeld), 48 ans, senior vice-président de Housies chargé de la recherche et de la fabrication.
- Sue (Susan Beaver), 28 ans, maîtresse de Jack.
- Dick (Richard Sutton), 41 ans, senior vice-président de Housies chargé du marketing.
- Ed (Edward MacCoy), 52 ans, senior vice-président de Housies chargé de l'administration et des finances.
- Bill (William Glastone), 46 ans, pilote de l'avion.
- Jim (James King), 25 ans, copilote.

## Résumé

### Morceau "UN"
La pièce s’ouvre dans une cabine d’avion avec une discussion entre Sue et Jack qui parlent de leur relation. Sue veut se séparer de Jack, mais celui-ci semble d’avantage préoccupé par la ville sud-américaine dans laquelle Sue sera seule à leur atterrissage. L’échange qui suit se passe entre Ed et Pat dont nous apprenons la proximité par un baiser sur la bouche, mentionné dans le texte. Bob apparaît rapidement et le lecteur comprend qu’il se moque du personnel et que les personnages se trouvent à bord d’un avion privé. Les collègues de l’entreprise américaine Housies discutent tous ensemble sur les grandes villes d’Amérique Latine; leurs expériences, leurs différentes visites et leurs préférences. C’est durant plusieurs échanges simultanés que le copilote annonce «une zone de violentes perturbations au-dessus des Andes». Bien que les personnages continuent leurs conversations, Billy, le pilote, recommande d’opérer un demi-tour. Mais Bob, président de la compagnie, doit arriver au Chili pour s’entretenir avec Pinochet et discuter affaires. Pendant que l’avion survole la cordillère des Andes, les personnages continuent de parler: ils discutent des gouvernements argentin, brésilien et chilien, ainsi que des changements de personnels dans leurs différentes succursales à travers le monde. C’est à ce moment, après un bruit et un fond noir, qu’un écran défile des mots sur un téléscripteur annonçant que les autorités chiliennes ont arrêté les recherches du crash du jet privé de la compagnie américaine.
La suite des actions se passe sur une scène enneigée, avec l’avion ouvert. Pat et Dick sont blessés, Joe et Billy sont morts, Jimmy ne réagit pas et les autres parlent de ce qu’il leur reste à manger pour survivre et des nouvelles qu’ils entendent à la radio. Jack, Nan et Ed partent en expédition pour trouver une vallée ou un chemin, en vain. Les conversations entre les personnages continuent de porter sur l’entreprise et la hiérarchie de celle-ci.

### Morceau "DEUX"
Trois jours se sont écoulés. Les survivants continuent de discuter de l’entreprise, de leurs voyages respectifs en Europe ou de leur passé, tout en s’habituant à cette nouvelle situation. Ils mettent en place des systèmes de nettoyage de la cabine, de distribution de nourriture et même un corps d’expédition. Alors que l’on apprend la mort du copilote Jimmy, Bob et les vice-présidents restants continuent de parler du personnel de l’entreprise, notamment des places de leurs collègues absents comme Sidney, Steve ou encore Larry. Dans ce morceau, nous apprenons aussi qu’ils vont sécher de la «viande», la chair de leurs camarades décédés, car il manque de la nourriture dans les réserves. Les personnages perdent du poids, sont affaiblis, mais ont toujours l’espoir de rentrer étant donné qu’ils continuent à parler de leur travail et des différentes réunions qui les attendent à Seattle.

### Morceau "TROIS"
Ce morceau se passe cinq jours après. Il neige fortement et les passagers du vol continuent d'espérer leur sauvetage prochain. Ils écoutent les nouvelles et Dick, en particulier, est convaincu que le président américain Reagan va envoyer du renfort pour les secourir. Jack, de son côté, n’est pas convaincu que cette solution se produise et va donc essayer de réparer l'avion. Les deux personnages sont en désaccord et perdent leur calme. Ce morceau montre les survivants encore plus affaiblis, mais discutent toujours de leur entreprise et d’autres sujets que l’on peut considérer comme superficiels, étant donné la gravité de la situation.

### Morceau "QUATRE"
Quatre jours se sont écoulés depuis la dernière action. Dans cette partie, les passagers créent un H géant avec des objets de la cabine pour être vus depuis le ciel par les avions ou hélicoptères qui les cherchent. Pendant qu’elles construisent ce H, les femmes toujours en vie discutent de recettes de cuisine et des difficultés qu’elles rencontrent à aller aux toilettes. Au même moment, un bruit d’avion passe au-dessus des survivants, ce leur qui donne une lueur d’espoir et les amène à discuter de la première chose qu’ils feraient en rentrant chez eux: se doucher, manger au restaurant, se raser, etc. Dans ce morceau, nous apprenons aussi que les réserves de nourriture ont diminué, de sorte que les passagers se soupçonnent entre eux. Bob, convaincu que les secours arriveront, continue de parler de l’entreprise, de son infrastructure, et ne s’inquiète plus du manque de nourriture. Cependant, les personnages s’affaiblissent de plus en plus: «Bob, pris de malaise, s’affaisse légèrement. Bess le soutient». Peu après, Bob meurt et les autres passagers mangent le repas, sans être étonnés.

### Morceau "CINQ"
Six jours après, les survivants sont apeurés et ont très froid. Ils restent dans la cabine et discutent encore d’Housies, de son avenir, comme de ses différentes succursales. Bess raconte quelques intimités de Bob, qu’il était très angoissé par la situation de son entreprise et qu’il a toujours souhaité avoir une fille. Dans ce morceau, nous apprenons également que Jack et Sue se réconcilient. Après quelques discussions, l’équipe décide que Nan et Dick doivent partir en expédition pour trouver un chemin salvateur vers la civilisation. Le reste du morceau se termine par une conversation entre Ed et Bess qui parlent du passé et de la première épouse d’Ed, décédée quelques années plus tôt.

### Morceau "SIX"
Ce morceau commence avec Ed, Jack et Sue faisant ensemble leurs besoins dans la neige. Bess les rejoint dans ce moment intime et s’accroupit avec eux pour faire de même. Durant cet échange, les personnages, ainsi que le lecteur, apprennent que Sue a vécu au Mexique et qu’elle y a fait de la prison. Pendant qu’ils discutent, ils aperçoivent un condor: «Première apparition d’une vie autre que la nôtre / Depuis que nous sommes ici». Jack pense que la présence du condor annonce la venue du printemps, donc de fortes chances d’avalanche, ce qui motive les survivants à ne pas rester à cet endroit. Tous veulent s’en aller, sauf Bess, convaincue d’attendre les secours. Par échanges intercalés, plusieurs personnages essaient de rester avec Bess, mais celle-ci soutient qu’ils doivent tous partir et la laisser seule. C’est également à ce moment de la pièce que Jack annonce qu’il ne veut pas retourner travailler chez Housies, malgré la grande déception d’Ed et Bess qui comptaient sur lui pour garantir l’héritage de l’entreprise. Au moment de s’endormir tous ensemble, un bruit sourd suivi d’un long silence témoigne d’une avalanche.

### Morceau "SEPT"
Sept jours après cet évènement, les passagers sont toujours dans la cabine entourée de neige. Ed entreprend l’écriture des évènements passés dans l’espoir qu’on retrouve la cabine et rendre publique leur histoire. Sue propose à Ed de l’épouser avec la claire ambition de vivre de son argent. Durant leurs derniers échanges dans la cabine, Ed explique le début d’Housies et de quelle manière il est arrivé au sommet. Nous apprenons que la compagnie n’a pas été fondée par Bob, mais qu’il a profité d’autres individus pour se créer un chemin jusqu’à devenir président de l’entreprise. La dernière scène de la pièce montre Ed et Sue sortant de la cabine et marchant dans la neige des Andes.  

## Analyse

### L'entreprise et la hiérarchie des personnages
Cette pièce possède plusieurs thématiques qui se développent du début à la fin de l’œuvre. Une des premières choses qui peut frapper le lecteur en étudiant ce texte est l’importante place de l’entreprise dans les discussions des personnages même dans le cadre d’une situation de vie ou de mort comme celle-ci. En effet, la compagnie Housies est au centre des conversations alors que les membres de cette compagnie essaient de survivre. Le motif de l'entreprise revient constamment dans la pièce. Bien que les personnages vivent un évènement de crise et essaient de survivre à un crash d'avion, ils parlent continuellement de Housies, de ses employés et de ses succursales. L'omniprésence de l'entreprise dans cette situation inhabituelle de survie illustre une critique à la société capitaliste que Vinaver veut remettre en question.
La hiérarchie des personnages, très présente au début de la pièce, persiste et c’est après une dizaine de jours que les membres de la compagnie deviennent proches et se détachent de leur statut social. Il s'éloigne petit à petit de ces catégories sociales, qui finissent par éclatées. En d'autres termes: «[…] dans le no man’s land enneigé de la cordillère des Andes, l’impératif vital permet de questionner l’organisation autoritaire qui régissait l’espace du travail.». Les relations entre les différents membres de la compagnie changent aussi de statut et cette expérience les rapproche plus avec certains que d’autres. Au début de la pièce, les personnages ne se détachent pas de leur hiérarchie au sein de l'entreprise. Nous voyons que Bob prend l'initiative pour s'occuper de la nourriture et personne ne s'y oppose. De la même manière, «aussi Ed et Jack n'osent-ils pas les révoquer ouvertement, en dépit de leur injustice, afin de ne pas déroger au code de déontologie suivant lequel l'ordre hiérarchique se consolide par l'approbation ou du moins par le silence imposé.

### Le cannibalisme
Le thème de la survie est également présent durant l’entièreté de la pièce, la forme la plus évidente de cette tentative de perdurer est le cannibalisme qui est également un élément central de la pièce. Nous voyons la manière dont les survivants s’accommodent à cette nouvelle situation et trouvent des systèmes pour s’en sortir.

### L'ordinaire et l'extraordinaire
Cette pièce montre un contraste entre la situation extraordinaire que vivent les personnages et les conversations ordinaires qu'ils continuent à avoir. Il est parfois étonnant de voir ces individus au bord de la mort qui ne semblent pas déstabilisés par cette situation. Avec cette lecture, le titre prend tout son sens, avec une présence de l'ordinaire dans cette condition stupéfiante. De plus, bien que cette situation soit une tragédie, Vinaver ne la voit pas comme telle. Ceci est dû au «décalage entre les discours figés et le réel accidenté et mouvant», ainsi que cette pièce «illustre, au cœur même du tragique, l'enclenchement de mouvements de "renversement" de l'ordre établi, même s'ils sont forcément éphémères».

### Interprétations
Peu d'interprétations ont été faites sur cette œuvre, ce qui donne une importance à l'intention de l'auteur de sa propre pièce. Michel Vinaver propose une lecture de sa pièce comme postulat politique d’une société qui se construit à partir de ce crash d’avion. En effet, il utilise ce fait divers inscrit dans la mémoire collective (notamment à cause du cannibalisme) pour l’utiliser comme métaphore de la démocratie: «La démocratie émerge via le cannibalisme». Vinaver utilise cette image pour montrer de quelle façon un groupe d’individus formaté par une hiérarchie pyramidale peut rapidement se transformer en démocratie par le biais d’un nouveau contexte.
Dans son ouvrage Vinaver dramaturge, Anne Ubersfeld propose une vision de la pièce plutôt lié à la mort. Elle dit «[...] elle est une pièce de la mort et plus encore du rapport du vivant à la mort, aux morts.». Pour elle, cette pièce expose un événement inhumain, de violence et une réflexion sur la «survie aléatoire».
Du point de vue de l’écriture, Simon Chemama propose dans son article un lien entre la musique et la pièce de Vinaver. Ce texte montre comment la musicalité de la pièce de Vinaver est importante dans la réalisation de l’œuvre, mais aussi les points communs que l’on retrouve entre la pièce et une partition. Effectivement, le principe de polyphonie, le rythme ou encore la ponctuation sont des éléments similaires dans les deux études. Dans le cadre de la mise en scène, Vinaver indique aux acteurs par un système de notations semblable à une partition, la manière dont ils doivent accentuer ou non leur texte.  Il est donc évident que la notion musicale fait entièrement partie de la conception de la pièce et comme l’explique Delphine Rey-Gallier: «Vinaver le répète régulièrement: le rythme est souverain. Indissociable de la forme de ses pièces, il est au fondement de leur respiration, de leur sonorité comme de leur sens».

## L'Ordinaireà la Comédie-Française

### Reconnaissance
Avant que L'Ordinaire ne soit mis en scène à la Comédie-Française, Michel Vinaver participe déjà au sein de l'institution comme traducteur, dramaturge, metteur en scène et lecteur. L'entrée de la pièce au répertoire se fait sous le mandat de Muriel Mayette-Holz. C'est elle qui souhaite l'entrée d'une pièce de Michel Vinaver à la Comédie-Française et ce dernier choisit L'Ordinaire. Depuis sa pièce 11 septembre 2001, Vinaver considère pourtant son œuvre théâtrale close. Toutefois, il saisit l'opportunité de mettre en scène L'Ordinaire afin, selon Le Monde, de «vérifier certaines hypothèses de représentations». 
Ces représentations ont lieu à la salle Richelieu du 07 février au 19 mai 2009. La mise en scène est assurée par Gilone Brun et l'auteur-même, réitérant l'expérience de la première, en 1983. Comme il n'existe pas de captation de cette représentation, il est difficile d'analyser de quelle manière la pièce a été présentée. Selon plusieurs critiques, il semble que Vinaver a privilégié un jeu «froid», caractérisé par une absence de mouvement, où les acteurs se tiennent constamment de face, en vis-à-vis du public. Le résultat final a conduit certains critiques à comparer cette performance à un oratorio, car cette forme musicale partage quelques similitudes avec la mise en scène choisie: les chanteurs ne bougent pas, sont généralement assis au-devant de l'orchestre, face au public, se lève le moment venu et chantent, sans costume et sans mouvement. 

### Équipe technique de 2009
- Collaboration artistique: Sarah Siré
- Collaboration à la scénographie et aux costumes: Yvett Rotscheid
- Espace sonore: Michaël Grébil
- Lumières: Olivier Modol
- Travail chorégraphique: Opiyo Okach
- Maquillage: Cécile Kretchmar

### Distribution de 2009
- Sylvia Bergé: Bess
- Jean-Baptiste Malartre: Bob
- Elsa Lepoivre: Pat
- Christian Gonon: Jack
- Nicolas Lormeau: Joe
- Léonie Simaga: Sue
- Grégory Gadebois: Jim
- Pierre Louis Calixte: Dick
- Gilles David: Ed
- Priscilla Bescond: Nan

### Réception
La presse a largement relayé cette pièce en lui consacrant maints articles. Globalement, les journaux reviennent sur le fait-divers qui en est l'origine et se concentrent plutôt sur la vie et l’œuvre de Vinaver. Le Monde loue néanmoins le travail sur la voix, mais regrette quelque peu la rigueur qui lui est portée, au risque «de perdre ses saisissants éclats». Le quotidien Libération soutient que Vinaver, en mettant lui-même en scène la pièce, «confirme que tous ceux qui ont cherché à monter ses pièces comme des comédies réalistes se sont fourvoyés». Le journal nuance tout de même en soulignant le côté surdimensionné de la pièce (trois heures, sans entracte), au risque de perdre le public par la froideur et la distance mises dans l’interprétation des comédiens. C'est ce que dénonce La Dépêche par le «manque de souffle» du texte et la «durée aussi interminable que le calvaire des survivants».

## Mises en scène
- 1983: Alain Françon et Michel Vinaver, Théâtre national de Chaillot, salle Gémier, Paris.
- 2009: Gilone Brun et Michel Vinaver, Comédie-Française.
- 2020: Pierre Dubay, Le Métathéâtre[23].